# Kamjaneć
Kamjaneć – osiedle typu miejskiego w obwodzie kirowohradzkim Ukrainy, siedziba władz rejonu nowhorodkiwskiego. Do 2024 Nowhorodka.

## Historia
Miejscowość założona jako chutor Kuciwka. W 1822 otrzymała nazwę Nowhorodka.
Podczas II wojny światowej była okupowana przez wojska niemieckie.
Status osiedla typu miejskiego posiada od 1966.
W 1989 liczyło 7067 mieszkańców.
W 2001 liczyło 6632 mieszkańców.
W 2013 liczyło 5839 mieszkańców.